# 넙다리곧은근
넙다리곧은근(rectus femoris muscle) 또는 대퇴직근(大腿直筋)은 인체의 근육으로, 네 개의 넙다리네갈래근 중 하나이다. 다른 넙다리네갈래근에는 안쪽넓은근, 중간넓은근, 가쪽넓은근이 있다. 모든 넙다리네갈래근은 넙다리네갈래근힘줄을 통해 무릎뼈에 붙는다.
넙다리곧은근은 넓적다리 앞쪽의 중간에 위치하며, 방추형의 형태를 하고 있다. 얕은 섬유는 깃근육(bipennate) 형태를 하고 있으며 깊은 섬유는 깊은 널힘줄을 향해 아래쪽으로 똑바로 주행한다. 넙다리곧은근의 기능은 엉덩관절에서 넓적다리를 굽히고, 무릎관절에서 종아리를 펴는 것이다.

## 구조
넙다리곧은근은 두 갈래의 힘줄로 시작된다. 앞갈래 또는 곧은갈래(straight head)는 아래앞엉덩뼈가시에서, 뒤갈래 또는 접힌갈래(reflected head)는 볼기뼈절구 테두리 위쪽의 고랑에서 일어난다.
두 갈래는 예각을 이루며 만나 널힘줄이 되며, 널힘줄은 근육 앞면을 따라 아래로 내려간다. 널힘줄에서 근섬유가 일어난다.
그 후 넙다리곧은근은 근육의 뒷면 아래쪽 2/3을 덮는 넓고 두꺼운 널힘줄로 끝난다. 그 후 널힘줄은 점점 좁아져 납작한 힘줄이 되고 무릎뼈의 바닥에 닿는다.

### 신경 분포
넓적다리의 수의적인 수축을 일으키는 신경세포는 중심앞이랑(뇌의 일차운동겉질) 안쪽 측면의 꼭대기 근처에서 시작된다. 이 신경세포들이 내는 신호는 뇌줄기와 척수를 따라 아래로 내려가는 겉질척수로를 따라 운반된다. 중심앞이랑에서부터 위운동신경세포가 신호를 전달하는데, 이때 속섬유막, 대뇌다리, 숨뇌를 거친다. 숨뇌피라미드에서 겉질척수로는 교차하여 가쪽겉질척수로가 되며, 신호는 가쪽겉질척수로를 따라 계속 내려가 척수신경 L4에 이른다. 이 지점에서 신경 신호가 위운동신경세포에서 아래운동신경세포로 시냅스한다. 그 후 신호는 L4의 앞뿌리에서 L4의 앞가지로 들어가며, 허리신경얼기를 통해 척수를 빠져나간다. L4 뿌리의 뒤갈래는 넙다리신경이다. 넙다리신경은 넙다리네갈래근에 분포한다. 넙다리곧은근이 중심앞이랑에서 출발한 신호를 받으면 근육이 수축하면서 무릎을 펴고 엉덩관절은 굽히게 된다.

## 기능
넙다리곧은근, 넙다리빗근, 엉덩허리근은 엉덩관절에서 넓적다리를 굽히는 근육들이다. 무릎이 펴진 상태에서 넙다리곧은근이 엉덩관절을 굽히는 힘이 약해진다. 이는 넙다리곧은근이 이미 짧아진 상태이므로 능동불충분(active insufficiency, 더 이상 근육이 짧아지지 못해 능동적 움직임이 제한되는 상태)이 발생하기 때문이다. 따라서 이때 엉덩관절을 굽힐 때는 넙다리곧은근보다 엉덩근, 큰허리근, 넙다리근막긴장근, 기타 다른 엉덩관절 굽힘근들을 더 동원하게 된다.
비슷한 이유로 엉덩관절을 굽힌 상태에서 무릎을 펼 때는 넙다리곧은근이 이미 짧아진 상태여서 능동불충분이 일어나므로 주된 폄근으로는 작용하기 어렵다. 따라서 앉은 자세에서 무릎을 펼 때는 주로 가쪽넓은근, 안쪽넓은근, 중간넓은근을 사용하게 된다.
한편 엉덩관절을 완전히 펴고 무릎관절을 완전히 굽혔을 때는 넙다리곧은근의 엉덩관절을 굽히고 무릎관절을 펴는 능력이 손상된다. 이는 수동불충분(passive insufficiency, 근육이 더 이상 신장되지 못하여 관절의 움직임이 제한되는 상태)이 발생하기 때문이다.
넙다리곧은근은 엉덩관절과 무릎관절 모두에서 햄스트링(넙다리두갈래근 긴갈래, 반막근, 반힘줄근)의 대항근 역할을 한다.

## 임상적 중요성

### 염좌
넙다리곧은근의 염좌는 엉덩관절 굽힘근 염좌(hip flexor sprain)로도 불리며 주로 무릎뼈에 붙는 힘줄이나 근육 자체에 발생하는 부상이다. 대부분 부분적인 파열이 발생하지만 완전 파열이 생기기도 한다. 부상의 원인은 단거리 달리기, 점프하기, 발차기 같은 강한 움직임이며 축구나 미식축구와 같은 스포츠에서 흔히 부상이 발생한다. 넙다리곧은근은 엉덩관절과 무릎관절을 모두 가로지르므로 부상을 입기 쉽다. 볼기 앞쪽이나 사타구니 부위의 갑작스러운 날카로운 통증, 부종, 멍 등의 증상이 나타나며 완전 파열로 인해 근육을 수축하지 못하게 될 수도 있다.

### 찢김골절
넙다리곧은근의 힘줄이 붙는 지점인 엉덩뼈의 아래앞엉덩뼈가시(AIIS) 일부가 떨어져 나가 찢김골절(견열골절)이 발생할 수 있다. 찢김골절은 뼈가 서로를 고정하는 힘보다 더 강한 힘으로 근육이 강하게 수축하면서 발생한다. 젊은 운동선수들에서 나타날 수 있으며 잘 알려져 있지만 흔하지 않은 스포츠 부상이다.

## 참고 문헌
이 문서는 현재 퍼블릭 도메인에 속하는 그레이 해부학 제20판(1918) page 470의 내용을 기초로 작성된 글이 포함되어 있습니다.
1. ↑  대한해부학회 (2017년 1월 25일). 《국소해부학》 3판. 도서출판 고려의학. 191쪽. ISBN 978-89-7043-868-9.
2. ↑  Elizabeth Quinn. “Function of the Rectus Femoris Muscle”. 《Verywell Fit》 (영어). 2022년 7월 23일에 확인함.
3. ↑  Anatomy and Physiology: The Unity of Form and Function, Saladin, 5th ed.
4. ↑  Geier, David (2011-01-18) Rectus Femoris Strain (“Hip Flexor Strain”) | Dr. David Geier – Sports Medicine Simplified 보관됨 2013-08-22 - 웨이백 머신. drdavidgeier.com.
5. ↑  A Rare Form of Soccer Injury – Rectus Femoris Tendon Rupture – Orthopaedic Information | Singapore 보관됨 2016-05-06 - 웨이백 머신. Orthopaedic.com.sg. Retrieved on 2015-09-30.
6. ↑  Esser, Stephan; Jantz, David; Hurdle, Mark F.; Taylor, Walter (July 2015). “Proximal Rectus Femoris Avulsion: Ultrasonic Diagnosis and Nonoperative Management”. 《Journal of Athletic Training》 50 (7): 778–780. doi:10.4085/1052-6050-50.2.13. ISSN 1062-6050. PMC 4532190. PMID 25978099.